# Liste der Baudenkmäler in Winkelhaid
Auf dieser Seite sind die Baudenkmäler in der mittelfränkischen Gemeinde Winkelhaid zusammengestellt. Diese Tabelle ist eine Teilliste der Liste der Baudenkmäler in Bayern. Grundlage ist die Bayerische Denkmalliste, die auf Basis des Bayerischen Denkmalschutzgesetzes vom 1. Oktober 1973 erstmals erstellt wurde und seither durch das Bayerische Landesamt für Denkmalpflege geführt wird. Die folgenden Angaben ersetzen nicht die rechtsverbindliche Auskunft der Denkmalschutzbehörde.

## Baudenkmäler nach Gemeindeteilen

### Winkelhaid
| Lage                                                           | Objekt                     | Beschreibung | Akten-Nr.     | Bild           |
| -------------------------------------------------------------- | -------------------------- | --- | ------------- | -------------- |
| Bahnhofstraße 30 (Standort)                                    | Ehemaliges Stationsgebäude | Zweigeschossiger Satteldachbau, Sandstein, um 1878 | D-5-74-164-1  | weitere Bilder |
| Hauptstraße 4 (Standort)                                       | Gasthaus                   | Zweigeschossiger Sandsteinquaderbau mit Steildach, Mitte 19. Jahrhundert | D-5-74-164-2  | weitere Bilder |
| Hauptstraße 8 (Standort)                                       | Bauernhof                  | Bauernhaus: Sandsteinquaderbau mit Mansarddach, 18. Jahrhundert, frühes 19. Jahrhundert Scheune: Erdgeschoss Sandstein, Obergeschoss und Giebel Fachwerk, bezeichnet „1769“ | D-5-74-164-3  | weitere Bilder |
| Hauptstraße 30, 32 (Standort)                                  | Bauernhaus                 | Stattlicher Sandsteinquaderbau mit Steildach, bezeichnet „1862“ Ehemaliges Austragshaus: Sandsteinquaderbau mit Fachwerkgiebel, 19. Jahrhundert | D-5-74-164-4  | weitere Bilder |
| Mayerholzweg 3 (Standort)                                      | Scheune                    | Fachwerkbau mit Steildach, spätes 18./frühes 19. Jahrhundert | D-5-74-164-5  | weitere Bilder |
| Mühlweg 1, Hauptstraße 36 (Standort)                           | Bauernhof                  | Wohnstallhaus: eingeschossiger Steildachbau mit Fachwerkgiebel, 17./18. Jahrhundert Stall: Sandstein und Fachwerk, 18./19. Jahrhundert | D-5-74-164-7  | weitere Bilder |
| Penzenhofener Straße (bei der Richthausener Straße) (Standort) | Gartenanlage               | Gartenanlage zur Erinnerung an den deutsch-französischen Krieg 1870/71, sog. Sedansgärtlein, mit drei Gedenk- und Friedensbäumen, angelegt 1872; zugehörig Denkmal für die Gefallenen des Ersten Weltkriegs, mehrteiliges Steinoktogon mit Inschriftentafeln und Kugelbekrönung mit Steinkreuz, 1922                                   | D-5-74-164-30 | weitere Bilder |
| Richthausener Straße 4 (Standort)                              | Bauernhof                  | Ehemaliges Bauernhaus: eingeschossiger Sandsteinquaderbau mit Zwerchhaus und Steildach, im Kern 1553/54 (dendrochronologisch datiert), Umbau bezeichnet „1859“ Austragshaus: eingeschossiger Sandsteinquaderbau mit Satteldach und Fachwerkgiebel, bezeichnet „1801“ Scheune: Sandsteinquaderbau mit Satteldach, Mitte 19. Jahrhundert | D-5-74-164-8  | weitere Bilder |
| Richthausener Straße 9 (Standort)                              | Bauernhaus                 | Zweigeschossiger Sandsteinquaderbau mit Satteldach, Fachwerkobergeschoss und -giebel, nach 1800 | D-5-74-164-9  | weitere Bilder |
| Richthausener Straße 10 (Standort)                             | Bauernhaus                 | Eingeschossiger Sandsteinquaderbau, Steildach mit Fachwerkgiebel, spätes 18./frühes 19. Jahrhundert | D-5-74-164-10 | weitere Bilder |
| Richthausener Straße 11 (Standort)                             | Ehemaliger Tanzsaal        | eingeschossiger Fachwerkbau mit Satteldach, um 1900 | D-5-74-164-26 | weitere Bilder |
| Richthausener Straße 12 (Standort)                             | Bauernhaus                 | Eingeschossiger Sandsteinquaderbau, Steildach, spätes 18./frühes 19. Jahrhundert | D-5-74-164-11 | weitere Bilder |
| Richthausener Straße 14 (Standort)                             | Bauernhaus                 | Eingeschossiger Steildachbau, Sandsteinquader und Fachwerk, um 1560 | D-5-74-164-12 | weitere Bilder |

### Penzenhofen
| Lage                                  | Objekt                                                        | Beschreibung | Akten-Nr.     | Bild           |
| ------------------------------------- | ------------------------------------------------------------- | --- | ------------- | -------------- |
| Altenthanner Straße 3 (Standort)      | Evangelisch-lutherische Pfarrkirche Sankt Johannes der Täufer | Saalbau mit rechteckigem, leicht eingezogenem Chor, Westturm mit Spitzhelm, im Kern um 1400, 1690/91 durchgreifende Wiederherstellung Turmkranzgeschoss: Fachwerk, 1948 erneuert; mit Ausstattung | D-5-74-164-14 | weitere Bilder |
| Altenthanner Straße 8, 8 b (Standort) | Scheune / Backofen                                            | Scheune: Sandsteinquaderbau mit Steildach, bezeichnet „1879“ Backofen: kleiner Steinbau mit Satteldach, Mitte 19. Jahrhundert                                                                     | D-5-74-164-15 | weitere Bilder |
| Altenthanner Straße 14 (Standort)     | Wohnstallhaus                                                 | Eingeschossiger Sandsteinquaderbau mit Steildach und reichem Fachwerkgiebel, bezeichnet „1820“ | D-5-74-164-27 | weitere Bilder |

### Ungelstetten
| Lage                            | Objekt                   | Beschreibung | Akten-Nr.     | Bild           |
| ------------------------------- | ------------------------ | --- | ------------- | -------------- |
| Dorfstraße 5 (Standort)         | Wohnstallhaus            | Eingeschossiger Sandsteinbau mit Steildach, spätes 18. Jahrhundert                                                  | D-5-74-164-19 | Wohnstallhaus  |
| Dorfstraße 7 (Standort)         | Wohnstallhaus            | Eingeschossiger massiver Satteldachbau mit Fachwerkgiebel, wohl 18. Jahrhundert                                     | D-5-74-164-20 | weitere Bilder |
| Dorfstraße 8 (Standort)         | Wohnstallhaus            | Sandsteinquaderbau, 19. Jahrhundert Scheuer: Sandstein und Fachwerk, 19. Jahrhundert                                | D-5-74-164-21 | weitere Bilder |
| Dorfstraße 10 (Standort)        | Ehemaliges Wohnstallhaus | Sandsteinquaderbau, 1840/50                                                                                         | D-5-74-164-22 | weitere Bilder |
| Fischbacher Straße 1 (Standort) | Wohnstallhaus            | Eingeschossiger Sandsteinquaderbau mit Steildach und Fachwerkgiebel, bezeichnet „1749“                              | D-5-74-164-23 | weitere Bilder |
| Fischbacher Straße 3 (Standort) | Bauernhof                | Bauernhaus: zweigeschossiger Sandsteinquaderbau, bezeichnet „1864“ Ehemalige Scheune: Sandsteinquaderbau, wohl 1864 | D-5-74-164-24 | weitere Bilder |
| Fischbacher Straße 4 (Standort) | Wohnstallhaus            | Sandsteinquaderbau mit Steildach, bezeichnet „1838“                                                                 | D-5-74-164-25 | weitere Bilder |

## Ehemalige Baudenkmäler
In diesem Abschnitt sind Objekte aufgeführt, die früher einmal in der Denkmalliste eingetragen waren, jetzt aber nicht mehr. Objekte, die in anderem Zusammenhang – also z. B. als Teil eines Baudenkmals – weiter eingetragen sind, sollen hier nicht aufgeführt werden. Aktennummern in diesem Abschnitt sind ehemalige, jetzt nicht mehr gültige Aktennummern.

| Lage                                      | Objekt     | Beschreibung                                                                                    | Akten-Nr.    | Bild           |
| ----------------------------------------- | ---------- | ----------------------------------------------------------------------------------------------- | ------------ | -------------- |
| Winkelhaid Moosbacher Straße 7 (Standort) | Bauernhaus | Eingeschossiger Steildachbau mit Fachwerkgiebel, Erdgeschoss zum Teil Fachwerk, 18. Jahrhundert | D-5-74-164-6 | weitere Bilder |